# Situation (chanson)
Pour les articles homonymes, voir Situation.
Singles de Yazoo
Don't Go
(1982) The Other Side of Love (en)
(1982)
Situation est une chanson synthpop interprétée par le groupe britannique Yazoo, écrite et composée par ses deux membres: Alison Moyet et Vince Clarke.
Elle apparaît tout d'abord en face B du premier single du duo, Only You, sorti en mars 1982, puis, dans une version remixée par François Kevorkian, en titre vedette d'un single commercialisé aux États-Unis et au Canada en juillet 1982 où elle rencontre du succès, notamment en discothèque, arrivant en tête du classement du Billboard Hot Dance Club Play. Elle est également très diffusée en radio.
La chanson ne dépasse cependant pas la 73e place dans le classement des ventes de singles aux États-Unis, le Billboard Hot 100.
La version remixée est incluse dans l'édition nord américaine de l'album Upstairs at Eric's et sort également en Belgique et aux Pays-Bas où le succès commercial est au rendez-vous.
Des remixes sont réalisés en 1990 et en 1999 et ont les honneurs des hit-parades, avec de nouveau une place de no 1 dans le Hot Dance Club Play en octobre 1999. 

## Samples
On retrouve des samples de Situation dans bon nombre de chansons. Parmi les exemples les plus connus, on peut citer le remix de Macarena de Los del Rio réalisé en 1995 par Bayside Boys qui sample le rire d'Alison Moyet, ou la chanson If This Is Love de The Saturdays sortie en 2008 qui emprunte le gimmick.

## Reprises
La chanson a été reprise par Tom Jones sur son album The Lead and How to Swing It sorti en 1994.

## Distinctions
Le magazine américain The Village Voice classe Situation parmi les 20 meilleurs singles de l'année 1982.
Pour Blender, elle fait partie du Top 500 des chansons des années 1980 à 2000.
Slant Magazine la classe 64e des 100 plus grandes chansons de Dance.
Elle fait partie des 1001 chansons qu'il faut avoir écoutées dans sa vie (1001 Songs You Must Hear Before You Die) selon Robert Dimery.

## Classements hebdomadaires
| Classement (1982)                      | Meilleure position |
| -------------------------------------- | ------------------ |
| Belgique (Flandre Ultratop 50 Singles) | 7                  |
| États-Unis (Billboard Hot 100)         | 73                 |
| États-Unis (Hot Dance Club Play)       | 1                  |
| Canada (RPM 50 Singles)                | 31                 |
| Pays-Bas (Nederlandse Top 40)          | 16                 |
| Pays-Bas (Single Top 100)              | 18                 |

| Classement (1990-1991)                 | Meilleure position |
| -------------------------------------- | ------------------ |
| Allemagne (GfK Entertainment)          | 36                 |
| Belgique (Flandre Ultratop 50 Singles) | 38                 |
| France (SNEP)                          | 40                 |
| Royaume-Uni (UK Singles Chart)         | 14                 |

| Classement (1999)                | Meilleure position |
| -------------------------------- | ------------------ |
| États-Unis (Hot Dance Club Play) | 1                  |